# Grand Central Belge
Pour les articles homonymes, voir Grand Central.
Le Grand Central Belge était un consortium de sociétés privées de chemin de fer belge ayant existé entre 1864 et la fin du XIXe siècle.
À son apogée, le Grand Central Belge exploitait un réseau de plus de 600 km de voies de chemin de fer essentiellement en Belgique, avec quelques extensions aux Pays-Bas, en Allemagne et en France. L'épine dorsale de ce réseau était constitué par la ligne internationale Rotterdam – Anvers – Aarschot – Louvain – Charleroi – Mariembourg – Vireux-Molhain et il exploitait également une autre ligne internationale d'importance : le Rhin d'acier, qui reliait Anvers au bassin de la Ruhr. L'atelier central de la compagnie étant établi à Louvain.

## Les premières fusions
En 1859 s'unirent les sociétés de Charleroi à Louvain (ligne inaugurée en 1855) et de Morialmé à Châtelineau (datant de 1855) avec les Chemins de fer de l’Est belge qui ouvrit encore en 1862 les lignes Lodelinsart – Châtelineau et Morialmé – Givet. Le consortium assurait également l'exploitation d'une série de lignes construites par la Société anonyme des Chemins de fer du Nord de la Belgique dès 1861, à savoir les lignes Louvain – Herentals (ouverte en 1863) et Aarschot – Diest (1865).

## Création du Grand Central Belge
Le 1er juillet 1864, les chemins de fer de l'Est belge et la Société anonyme des chemins de fer d'Anvers à Rotterdam s'unissent. Cette dernière avait mis en service en 1854-1855 les lignes d'Anvers à Moerdijk (aujourd'hui ligne 12 d'Anvers-Central à Lage Zwaluwe (nl)) et de Roosendaal à Bréda (aujourd'hui infrastructure ProRail (nl) exploitée par les NS). Elle exploitait également la ligne de Lierre à Turnhout (aujourd'hui ligne 29 Herentals – Turnhout et partie de la ligne 15 Lierre – Mol – Hasselt). Cette collaboration prit le nom de Grand Central Belge.
Le 1er juillet 1865, la Société du Chemin de fer de L’Entre-Sambre-et-Meuse se joint au consortium. Celle-ci avait obtenu des concessions pour la construction et l'exploitation d'un maillage dense de lignes reliant Charleroi à Vireux (1848-1854); Walcourt à Morialmé et Berzée à Laneffe (1848), Walcourt à Florennes, Florennes à Philippeville et Mariembourg à Couvin (1854).
Le Grand Central Belge prit également en exploitation d'autres lignes du CdF du Nord de la Belgique: Anvers – Lierre – Aarschot, Diest – Hasselt et Turnhout – Tilburg.
Enfin, le Grand Central reprit en 1867 l'exploitation de la Compagnie du chemin de fer d'Aix la Chapelle à Maestricht qui avait repris également les lignes Maestricht – Hasselt et Hasselt – Landen (en partie construite par les Chemins de fer de l'Etat belge).
La collaboration avec le CdF du Nord de la Belgique n'était pas innocente : cette compagnie était en effet le principal actionnaire du Grand Central Belge qui disposait initialement de participations dans les diverses sociétés concessionnaires. Les capitaux étant injectés d'une part par la Société générale de Belgique et d'autre part par la banque  Bischoffsheim - de Hirsch.

## Développement du réseau
Depuis 1869, le CdF du Nord de la Belgique disposait d'une concession pour le tracé Belge du Rhin d'acier et dès 1873 pour la section néerlandaise. En Prusse, le prolongement fut posé par les chemins de fer Bergisch-Markische entre Mönchengladbach et Vlodrop. Sur le territoire belge, les travaux furent entamés entre Herentals et Mol en 1875. L'ensemble de la ligne entre Anvers et Mönchengladbach étant inaugurée en 1879 pour exploitation par le Grand Central.
Enfin, la compagnie exploita également la ligne Zichem – Montaigu (1894), qui avait initialement été donnée en concession à la Société nationale des chemins de fer vicinaux (bien que posée à voie normale) en 1892. À cette époque toutefois, une tendance lourde au rachat de lignes par l'état Belge pointait à l'horizon.
À son apogée en 1880, le Grand Central exploitait donc les lignes suivantes :
- Anvers – Rotterdam (actuelle ligne 12 en Belgique)
- Roosendaal – Breda
- Anvers – Lierre – Herentals – Hamont – Roermond - Mönchengladbach (Rhin d'acier, actuelles lignes 15 et 19 en Belgique)
- Lierre – Aarschot – Hasselt – Maestricht – Aix la Chapelle (actuelles lignes 15, 35 et 20 en Belgique)
- Hasselt – Saint-Trond – Landen (actuelle ligne 21)
- Tilburg – Turnhout – Herentals – Aarschot – Louvain – Charleroi – Vireux (lignes 29, 35, 139, 140 et 132)
- Les antennes Berzée – Laneffe (ligne 111) et Mariembourg – Couvin (ligne 134)
- Walcourt – Morialmé (ligne 136) et Walcourt – Florennes – Philippeville (ligne 136B)
- Lodelinsart – Châtelineau – Morialmé – Doische – Givet (lignes 138 et 138A)

## Rachat par lesChemins de fer de l’État belge
Lors des négociations belgo-néerlandaise à propos de l'élargissement du canal Gand-Terneuzen en 1880, les Pays-Bas demandèrent à pouvoir récupérer le tronçon néerlandais de la ligne Anvers-Rotterdam. À cette occasion, l'État belge en fit de même avec la trentaine de kilomètres subsistant sur son territoire.
En 1882, c'est au tour de la ligne Lierre–Turnhout d'être rachetée.
Le 1er janvier 1897, au terme de deux ans de négociations, l'ensemble du réseau du Grand Central Belge est nationalisé. La compagnie subsiste toutefois en tant qu'exploitant de ces lignes pour le compte de l'état jusqu'au 30 juin 1898. Le 1er juillet 1898 la Cie d'Exploitation des Chemins de Fer de l'État des Pays-Bas commence à exploiter les lignes Tilburg – Turnhout, Budel – Vlodrop, la part néerlandaise du Rhin d'acier, et les lignes GCB autour de Maestricht.
Ainsi tomba le voile sur une des compagnies de chemin de fer privée les plus importantes de Belgique. Il en subsiste toutefois quelques bâtiments de gare typiques à Boechout, Geel, Ham-sur-Heure, Jamioulx, Neerpelt, Olen ou Zichem. Il existe aussi quelques gares des compagnies fondatrices en Belgique et aux Pays-Bas.